# Catocala fulminea
Catocala fulminea је врста ноћног лептира (мољца) из породице Erebidae.

## Распрострањење и станиште
Насељава централну Европу, јужну Европу, источну Азију и Сибир.  Углавном насељава осунчана места уз реке и језера, јер је исхраном везана за врсте из рода Prunus. 

## Опис
Предња крила су сивкасте до браон боје, са тамнијим шарама. Задња крила су жуто-наранџасте боје, са црним шарама које се пружају попречно преко оба крила. Распон крила је од 44 до 52 mm. 

## Биологија
C. fulminea лети од јула до почетка августа. Презимљава у стадијуму јајета, а на пролеће се испиљују гусенице. Гусенице се најчешће налазе на трњини, шљиви, храсту.  

## Синоними
- Phalaena fulminea Scopoli, 1763
- Phalaena manturna Hufnagel, 1766
- Phalaena paranympha Linnaeus, 1767